# 光の川
「光の川」（ひかりのかわ）は、スガシカオの17枚目のシングル。2004年10月27日発売。

## 収録曲
1. 光の川
（作詞・作曲・編曲：スガシカオ）
  - TBS系ドラマ『こちら本池上署』主題歌
2. （JUST LIKE）STARTING OVER
（作詞・作曲：John Lennon）
  - 日産自動車「ラティオ」CMソング
  - ジョン・レノンの楽曲のカバー。
3. ヒットチャートをかけぬけろ〈Live Version〉
4. あだゆめ〈Live Version〉

## 収録アルバム
- TIME (#1)
- ALL SINGLES BEST (#1)
- BEST HIT!! SUGA SHIKAO -2003〜2011- (#1)